# 10-й фронт (Япония)
Десятый фронт (яп. 第3方面軍 Дай-дзю хо:мэнгун) — группировка сухопутных войск японской императорской армии, к концу Второй мировой войны находившаяся на острове Тайвань.
10-й фронт был сформирован на основе Тайваньской армии и ряда других расквартированных на острове Тайвань частей 29 сентября 1944 года для отражения возможного вторжения Союзников на собственно Японские острова. Как и в прочих войсках обороны Японских островов, части, входившие во фронт, были укомплектованы слабо подготовленными резервистами, молодыми призывниками либо бойцами территориального ополчения, не имевшими нормального оружия и снаряжения. Штаб-квартира 10-го фронта размещалась в Тайхоку.
За исключением отдельных частей, перебазированных на острова Рюкю и уничтоженных в ходе битвы за Окинаву, войска фронта в боевых действиях не участвовали, и после капитуляции Японии были демобилизованы.

## Список командного состава

### Командующие
|   | Имя                 | С                | По              |
| - | ------------------- | ---------------- | --------------- |
| 1 | Генерал Рикити Андо | 22 сентября 1944 | 15 августа 1945 |

### Начальники штаба
|   | Имя                             | С                | По              |
| - | ------------------------------- | ---------------- | --------------- |
| 1 | Генерал-лейтенант Харуки Исаяма | 22 сентября 1944 | 15 августа 1945 |